# Thomas Lenarz
Thomas Lenarz (* 3. Juni 1956 in Darmstadt) ist Professor für Hals-Nasen-Ohrenheilkunde, Direktor der HNO-Klinik und des Deutschen HörZentrums der Medizinischen Hochschule Hannover und international anerkannter Spezialist für das Cochlea-Implantat (Hörprothese) und implantierbare Hörsysteme.

## Leben
Nach dem Studium der Humanmedizin bzw. Biochemie in Tübingen, Erlangen, Heidelberg und London (1975–1981) promovierte Thomas Lenarz 1981 und legte 1986 erfolgreich die Prüfung zum Facharzt für Hals-Nasen-Ohrenheilkunde ab. 1987 folgte die Habilitation im Fach Hals-Nasen-Ohrenheilkunde zum Thema „Tierexperimentelle Untersuchungen zur medikamentösen Beeinflussung des auditorischen Systems“. 1993 erfolgte der Ruf an die Medizinische Hochschule Hannover. Er war mit der Professorin für Hals-Nasen-Ohrenheilkunde, Minoo Lenarz, verheiratet.

## Wirken
An der Medizinischen Hochschule Hannover leitete Thomas Lenarz die HNO-Klinik als bundesweit jüngster Ordinarius im Fach Hals-Nasen-Ohrenheilkunde und baute das dort 1984 eingerichtete Cochlea-Implantat-Programm zum CI-Zentrum aus. Im Jahr 2003 gründete er das Deutsche HörZentrum Hannover (DHZ), in dem Hörstörungen aller Art behandelt werden.
Neben der klinischen Versorgung der Patienten hat Thomas Lenarz die Hörforschung am Standort Hannover an die internationale Spitze geführt. Das Forschungsspektrum umfasst die Ursachen, die Diagnostik und Therapie von Hörstörungen aller Art. Von besonderer Bedeutung ist das Gebiet der funktionellen Wiederherstellung des Hörvermögens durch auditorische Implantate. Dazu zählen die Cochlea-Implantate bei Ausfall des Innenohrs, die zentral auditorischen Implantate im Bereich von Mittelhirn und Hirnstamm bei neuraler Taubheit und die implantierbaren Hörgeräte bei Mittelohrschwerhörigkeit und Innenohrschwerhörigkeit. Damit einher gehen Arbeiten für neue Elektroden zur Regeneration des Innenohrs, der lokalen Pharmakotherapie von Hörstörungen, die Entwicklung neuartiger Gehörknöchelchenprothesen und die Signalverarbeitung im auditorischen System. Mit den Laboratories of Experimental Otology (LEO), dem Verbundinstitut für Audioneurotechnologie und Nanobiomaterialien (VIANNA) sowie dem Deutschen HörZentrum Hannover (DHZ) als Ort für klinisch bezogene Forschung und klinische Studien in Kooperation mit der Industrie bildet die Klinik für HNO-Klinik die gesamte Innovationskette von der Grundlagenforschung über die Translationsforschung zur klinischen Forschung und Produktentwicklung ab.
In Zusammenarbeit mit den international führenden Herstellern können so Ergebnisse der Grundlagenforschung in neuartige Methoden umgesetzt und verwertet werden. Zu nennen sind hier neuartige Cochlea-Implantat-Elektroden zur Hörerhaltung bei partieller Taubheit, das auditorische Mittelhirnimplantat sowie physiologisch basierte Sprachverarbeitungsalgorithmen.
Darüber hinaus betätigte sich Lenarz als Herausgeber und Gutachter zahlreicher Fachzeitschriften.

## Funktionen und Positionen
- 1995–2001 Vorsitzender der Arbeitsgemeinschaft Deutschsprachiger Audiologen und Neurootologen
- seit 2003 Sprecher des Sonderforschungsbereiches 599 „Zukunftsfähige bioresorbierbare und permanente Implantate aus metallischen und keramischen Werkstoffen“ an der MHH
- seit 2003 Sprecher des Kopfzentrums Medizinischen Hochschule Hannover
- 2003 Koordination des PhD-Programms „Biomedical Engineering“
- seit Januar 2007 Regional Secretary EAONO/Member of the Steering Committee EAONO
- seit 2007 Mitglied im Vorstand des Sonderforschungsbereichs Transregio 37 Mikro- und Nanosysteme in der Medizin
- seit 2007 Mitglied im Vorstand des Exzellenzclusters Hearing and its Disorders des Landes Niedersachsen
- seit 2007 AWMF-Vertreter der Deutschen Gesellschaft für Schädelbasischirurgie und Audiologie
- seit 2008 Vorstand Zentrum für Hörforschung Hannover – Oldenburg
- seit 2010 Mitglied im Vorstand der Deutschen Gesellschaft für Biomedizinische Technik
- seit 2012 Sprecher Hannover Exzellenzcluster „Hearing4all“ Oldenburg-Hannover

### Präsidentschaften
- 2001–2003 Präsident der European Federation of Audiological Societies (EFAS)
- 2006–2007 Präsident der Deutschen Gesellschaft für Computer- und Roboterassistierte Chirurgie (CURAC)
- 2007–2009 Präsident der Deutschen Gesellschaft für Audiologie (DGA)
- 2007–2009 Vizepräsident der Deutschen Gesellschaft für Schädelbasischirurgie e.V.
- 2009–2011 Präsident der Deutschen Gesellschaft für Schädelbasischirurgie (DGSB)
- 2010–2013 Stellvertretender Vorsitzender der Deutschen Gesellschaft für Biomedizinische Technik (DGBMT)
- Seit März 2013 Vorsitzender der Deutschen Gesellschaft für Biomedizinische Technik (DGBMT)

### Mitgliedschaften in wissenschaftlichen Gesellschaften
- Nationale Akademie der Wissenschaften Leopoldina (2013)[2]
- Deutsche Akademie der Technikwissenschaften acatech
- Deutsche Gesellschaft für Hals-Nasen-Ohren-Heilkunde, Kopf- und Hals-Chirurgie
- Deutsche Gesellschaft für Audiologie (DGA), Vorstand, Past President
- European Federation of Audiological Societies (EFAS), Past President
- European Skull Base Society (ESBS), Council Member
- European Academy of Otology & Neurotology (EAONO), Board Member
- Deutsche Gesellschaft für Stammzellforschung e.V.
- The Politzer Society, Inc
- Deutsche Gesellschaft für Schädelbasischirurgie e.V., Past-Präsident
- Deutsche Gesellschaft für Biomedizinische Technik, Stv. Vorsitzender
- Deutsche Gesellschaft für Computer- und Roboterassistierte Chirurgie (CURAC)
- Deutsche Krebsgesellschaft

## Ehrungen und Auszeichnungen
- 1987 Verleihung des Samuel-Moos-Preises der Akademie der Wissenschaften der Universität Heidelberg für die beste Habilitationsarbeit der Medizinischen Fakultät
- 2008 Ehrenprofessur der Teheran University
- 2009 Verleihung des “Alfred Mann Foundation Award for Scientific Achievement” in Los Angeles
- 2012 Verleihung des Ehrenrings der Stadt Garbsen[3]
- 2016 Verleihung des Förderpreises der Professor Dr. Ludwig-Haymann Stiftung der Gesellschaft für Hals-Nasen-Ohren-Heilkunde, Kopf- und Hals-Chirurgie[4]